# Li Qingzhao
Li Qingzhao (ur. 1084, zm. 1155) – chińska poetka i pisarka z czasów dynastii Song, jedna z nielicznych szeroko znanych autorek Chin cesarskich, najwybitniejsza poetka tego okresu.
Urodzona i wykształcona w rodzinie urzędniczej, wcześnie zyskała uznanie jako poetka. Z mężem, Zhao Mingchengiem, uczonym-urzędnikiem, dzieliła zamiłowanie do książek, literatury i poezji. Szczęśliwe życie pary literatów przerwała inwazja Dżurdżenów, którzy obalili Północną Dynastię Song i w 1126 zniszczyli jej stolicę, Kaifeng, w tym także dom Li Qingzhao. Małżonkowie uciekli na południe, do Nankinu, ale Zhao Mingcheng umarł trzy lata później. Drugie małżeństwo Li Qingzhao (rzecz źle widziana w konfucjańskim społeczeństwie), z Zhang Ruzhou, było nieudane; poetka szybko uzyskała rozwód. 
Resztę życia Li Qingzhao spędziła jako samotna uczona w stolicy Południowej Dynastii Song, Hangzhou, tworząc poezję shi i ci, oraz redagując dzieło swego męża, Jin shi lu, zbiór inskrypcji na brązach z dynastii Zhou. Śmierć Zhao Mingchenga wyznaczyła cezurę w twórczości poetki: wcześniejsza, lekka i elegancka poezja zmieniła charakter na poważniejszy, bardziej liryczny, przesiąknięty poczuciem straty. Li przeszła do historii jako mistrzyni i teoretyk wiersza ci, o nierównej liczbie sylab, przeznaczonego do śpiewania na ustaloną melodię (która zazwyczaj stanowi tytuł wiersza). Styl ten był często stosowany do tworzenia bardziej osobistej liryki, ale niżej ceniony niż bardziej formalny shi. W komentarzu teoretycznym Cilun Li Qingzhao zdecydowanie broniła wartości poezji ci, uznając go za równoprawny gatunek literacki.